# 线粒体穿梭
线粒体穿梭（英語：mitochondrial shuttles）是用来转运还原剂穿过线粒体内膜的体系。还原型烟酰胺腺嘌呤二核苷酸无法穿过该膜，但它可以还原其他可以穿过该膜物质，以便于它所携带的电子送达电子传递链。
人类的主要两种穿梭体系分别是：
| 名称                | 进入线粒体 | 到电子传递链中 | 送回细胞质        |
| 甘油磷酸穿梭        | 甘油3-磷酸 | QH2（～2 ATP） | 磷酸二羟丙酮      |
| 苹果酸-天冬氨酸穿梭 | 苹果酸     | NADH (～3 ATP) | 草酰乙酸/天冬氨酸 |

在人类中，甘油磷酸穿梭最初被发现于棕色脂肪组织中，正因为这种转换是低效的，因此褐色脂肪的主要目的就是产生热量。这种脂肪首先被发现于婴儿之中，尽管在成人的肾脏周围和后颈处也存在有少量。苹果酸-天冬氨酸穿梭被发现于人体的其他部位。